# Анна Петрівна (фільм)
«Анна Петрівна» (рос. «Анна Петровна») — радянський художній фільм 1989 року, знятий режисером Інессою Селезньовою.

## Сюжет
Багато що пережила у своєму житті Анна Петрівна: важкі роки громадянської війни, загибель чоловіка, смерть дочки, а тепер — байдужість і цинізм онуки. Несподівано з'ясовується, що кільце, єдина прикраса Анни Петрівни, має велику цінність. Цей факт стає причиною драматичних подій в родині.

## У ролях
- Олена Юнгер — Анна Петрівна Захарова-Кочубей
- Лариса Гузєєва — Анна Петрівна в молодості
- Валерій Хромушкин — Віктор Полуектов, історик
- Олена Адрузова — Марина, онука
- Володимир Князєв — Василь Кочет
- Степан Старчиков — Кочубей
- Геннадій Храпунков — Лев Якович, ювелір
- Сергій Бистрицький — Юрін, слідчий, лейтенант
- Юрій Шликов — Новосьолов, чоловік Марини
- Лідія Савченко — Фаїна, сусідка
- Віра Івлєва — Віра, сусідка
- Галина Соколова — тітка Анни
- Андрій Степанов — Петро Дмитрович, інженер
- Володимир Возженніков — Щитовидов

## Знімальна група
- Режисер — Інесса Селезньова
- Сценарист — Геннадій Головін
- Оператор — Володимир Брусін
- Композитор — Володимир Мартинов
- Художник — Віктор Монетов